# Budag Budagov
Budag Budagov (en azéri : Budaq Əbdüləli oğlu Budaqov : né le 23 février 1928 à Tchobankara, district d'Etchmiadzin, RSS d'Arménie et mort le 1er novembre 2012 à Bakou) est une personnalité publique et politique azerbaïdjanaise, Scientifique Émérite de la République d'Azerbaïdjan (2008), Président de la République du Conseil des Sages, Président de la Commission de Toponymie du Milli Majlis d'Azerbaïdjan, Président de la Société géographique d'Azerbaïdjan, académicien de l'ANAS, Directeur de l'Institut de géographie Hasan Aliyev.

## Biographie
Budag Budagov est né le 23 février 1928 dans le village de Tchobankara du district de Zangibasar (aujourd'hui district de Masis, RSS d'Arménie) en Azerbaïdjan occidental.
En 1933-1940, Budag Budagov étudie à l'école secondaire incomplète du village de Mehmandar du district de Zangibasar de la RSS d'Arménie. En 1940-1941, il poursuit ses études à l'école pédagogique d'Azerbaïdjan située à Erevan. Budag Budagov commence sa carrière en tant qu'assistant du contremaître du kolkhoze dans le village où il est né. Il occupe ce poste jusqu'en 1945. En 1945-1947, il reprend ses études. Après avoir terminé ses études à Erevan, il entre à la faculté de géographie de l'Institut pédagogique d'État d'Azerbaïdjan en 1947. Après avoir terminé ses études ici en 1951, il poursuit ses études à l'Institut de géographie de l'Académie des sciences de l'URSS.
B.Budagov soutient sa thèse de doctorat sur le thème Géomorphologie du flanc nord du Caucase du Sud-Est. Sa thèse reçoit une médaille d'or au nom de Nikolaï Prjevalski Société géographique de l'URSS.
Depuis 1955, il est chercheur junior à l'Institut de géographie de l'Académie des sciences d'Azerbaïdjan. Depuis 1958 il est employé scientifique principal.
En 1967, il obtient le diplôme de docteur en sciences géographiques.
Depuis 1974, il est directeur adjoint de l'Institut de géographie de l'Académie des sciences d'Azerbaïdjan.
De 1988 à 2012, il est directeur de l'Institut de géographie de l'Académie des sciences d'Azerbaïdjan.

## Réalisations scientifiques
- Systématisation de l'espace géographique, des phénomènes naturels destructeurs.
- La géomorphologie et les derniers mouvements tectoniques, l'ancienne glaciation de la partie azerbaïdjanaise du Grand Caucase sont étudiés et des cartes sont dessinées à l'échelle 1: 200 000
- La faune marine de la Sarmate supérieure est découverte pour la première fois en 1956 à une altitude absolue de 3600 m.
- Les paysages naturels et anthropiques de l'Azerbaïdjan, les facteurs de désertification, ainsi que la géochimie du paysage sont étudiés
- Une carte (1:500000) "Zonage écologique et géographique des territoires de la République d'Azerbaïdjan" est établie en fonction du degré de tension environnementale.
- Pour la première fois, les toponymes turcs d'Europe de l'Est et d'Asie et azerbaïdjanais d'Arménie et de Géorgie sont étudiés.

## Travaux scientifiques
- Géomorphologie et tectonique récente du Caucase du Sud-Est. - Bakou, 1973.
- Paysages naturels modernes de l'Azerbaïdjan. - Bakou, Elm, 1988.
- Dictionnaire explicatif des toponymes azerbaïdjanais en Arménie. - Bakou, Oguz Eli, 1988, p.452 ;
- Nature puissante et vulnérable. - Bakou, 1990.
- Toponymes turcs d'Eurasie. - Bakou, 1988.

## Distinctions
- Ordre de la Gloire (Azerbaïdjan)

## Réferences
1. ↑  (az) « Budaqov Budaq Əbdüləli oğlu », sur science.gov.az (consulté le 18 juillet 2023)
2. ↑  (ru) « Исследования академика Будага Будагова сохраняют актуальность и сегодня », sur azertag.az/ru,‎ 23 février 2023 (consulté le 18 juillet 2023)
3. ↑  Azərbaycan sovet ensiklopediyası, vol. II, Bakou, 1978, 592 p.
4. ↑  (az) « Görkəmli alim Budaq Budaqov son mənzilə yola salınmışdır », sur azerbaijan-news.az, 03 noyabr 2012 (consulté le 18 juillet 2023)